# Oliver Schnellrieder
Oliver Schnellrieder (* 7. Jänner 1970) ist ein ehemaliger österreichischer Fußballspieler auf der Position eines Abwehr- und Mittelfeldspielers und jetziger -trainer.

## Karriere

### Profikarrierebeginn in Tirol
Seine aktive Karriere als Profifußballspieler begann Schnellrieder im Jahre 1989 mit der WSG Swarovski Wattens, nachdem er in der Saison 1988/89 mit dem Verein aus der drittklassigen Regionalliga West in die zweithöchste Spielklasse des Landes, die damalige 2. Division, aufgestiegen ist. So kam Schnellrieder während der Saison 1989/90 zu 17 Profieinsätzen für die Wattner.
Sein Profidebüt gab er dabei am 22. Juli 1989 beim 2:1-Heimsieg in der 1. Runde über den Donawitzer SV Alpine, wobei er die gesamte Spieldauer auf dem Platz stand. In der Winterpause der Saison 1989/90 wurde er aufgrund guter Leistungen zum FC Swarovski Tirol transferiert, welcher zu diesem Zeitpunkt seinen Spielbetrieb in der damaligen 1. Division, der höchsten Spielklasse Österreichs, hatte. Nur kurz nach dem neuerlichen Start des Fußballbetriebes im Frühjahr gab Schnellrieder am 24. Februar 1990 beim 5:2-Heimsieg über den FK Austria Wien sein Debüt in Österreichs höchster Fußballliga. Während der restlichen Saison kam er zu weiteren zwei Einsätzen, wobei er beim letzten Einsatz am 17. März 1990 nach nur 46 Minuten Spielzeit den Platz verlassen musste, nachdem er vom Schiedsrichter die Gelb-Rote Karte gezeigt bekam.
Dennoch wurde er am Ende der Saison mit dem Tiroler Verein Österreichischer Fußballmeister, was nach dem Aufstieg mit der WSG Swarovski Wattens in die Zweitklassigkeit sein bisher größter Erfolg war. In der Folgesaison konnte sich Schnellrieder nicht mehr in die Mannschaft des FC Swarovski Tirol integrieren, was zur Folge hatte, dass er nur mehr zu Kurzeinsätzen mit einer Ausnahme, als er die gesamte Spieldauer auf dem Rasen stand, kam. Am Ende wurde er mit der Mannschaft hinter dem FK Austria Wien österreichischer Vizemeister.

### Der Anfang beim (beinahe) ewigen Vizemeister
Noch in der Sommerpause vor der Spielzeit 1991/92 wurde Schnellrieder an den eben erst von der Regionalliga West aufgestiegenen SCR Altach in die 2. Division verliehen. Dabei kam er in 33 von 36 möglich gewesenen Ligapartien zum Einsatz und erzielte dabei zwei Treffer. Wie auch schon in der Vergangenheit wurde Schnellrieders hartes Zweikampfverhalten von den Schiedsrichtern auch in dieser Saison mit einigen Gelben Karten bestraft, elf Stück, sowie eine Gelb-Rote Karte waren es in dieser Spielzeit. Zum Schluss belegte er mit dem SCR Altach den siebenten von acht Plätzen im Abstiegs-Playoff und musste mit der Mannschaft nach nur einer Profisaison wieder in die Regionalliga West absteigen.
In der Saison 1992/93 schaffte das Team den Aufstieg in die Zweitklassigkeit nicht und wurde hinter dem FC Kufstein Vizemeister der Regionalliga West, jedoch gewann das Team den Vorarlberger Fußballcups zum dritten Mal in der Vereinsgeschichte nach 1986/87 und 1987/88. Gleich danach endete Schnellrieders Leihvertrag bei den Vorarlbergern, woraufhin er einen ordentlichen Spielervertrag bei den Altachern unterschrieb. Wie auch schon in der vorhergegangenen Saison wurde die Kampfmannschaft des SCR Altach in der Spielzeit 1993/94 Vizemeister der Regionalliga West. Diesmal musste sich die Mannschaft, obwohl sie die wenigsten Tore der gesamten RL West bekommen hatte, dem SC Austria Lustenau geschlagen geben.

### Kurzer Zwischenstopp: FC Hard
1994/95 noch in Altach, wechselte Schnellrieder für die Saison 1995/96 ins nahegelegene Hard zum FC Hard, dessen Kampfmannschaft sich in der vorhergegangenen Saison Vizemeister nennen durfte. Während Schnellrieders Engagement schaffte das Team nur den vierten Rang und somit einen Platz in der Tabellenmitte. Gleich nach dieser Saison kehrte der damals 26-Jährige wieder zu seinem eigentlichen Verein zurück und schaffte in der Spielzeit 1996/97 prompt wieder den Aufstieg in die zweithöchste Spielklasse des Landes, welche zum damaligen Zeitpunkt noch immer unter dem Namen „2. Division“ ausgetragen wurde.

### Leistungssteigerung bei den Altachern
Doch Schnellrieders abermaliger Aufenthalt im Profifußball sollte nicht lange dauern, denn schon am Ende der Saison 1997/98 nach 23 Einsätzen und zwei Toren musste er mit der Mannschaft den erneuten Abstieg in die Drittklassigkeit antreten. Erwähnenswert ist hierbei jedoch, dass das Team, obwohl es zum Schluss auf dem zehnten von 15 Plätzen lag, absteigen musste. Grund hierfür war die Reformation des Ligasystems und das Einführen einer Zehnerliga ab der Spielzeit 1998/99.
1998/99 erreichte das Team in der RL West mit 65 Punkten den zweiten Tabellenplatz hinter der WSG Swarovski Wattens, die mit 76 Punkten und über 100 erzielten Treffern in die, unter dem neuen Namen „Erste Division“ laufende, zweithöchste Liga Österreichs aufstieg. Ein ähnliches Bild zeichnete sich in der Saison 1999/2000 ab, als das Altacher Team mit 68 Punkten und mit fünf Zählern Abstand auf den Meister FC Lustenau 07, ein weiteres Mal „nur“ Vizemeister wurde.
In der Folgesaison 2000/01 wurde Schnellrieder mit seiner Mannschaft hinter dem FC Lustenau 07, der in der Vorsaison in den Relegationsspielen für die zweitklassige Erste Division mit einem Gesamtscore von 1:6 an der SV Mattersburg scheiterte, zum wiederholten Male Vizemeister der RL West. Auch im Vorarlberger Cup kam er mit seinem Team nur auf den zweiten Platz und wurde im dortigen Finale, wie auch schon in der Meisterschaft vom Fußballclub aus Lustenau bezwungen.
Die Leistungen der kompletten Mannschaft ließen in der Spielzeit 2001/02 nach, so wurde am Ende hinter dem FC Hard und der WSG Swarovski Wattens nur der dritte Platz belegt. Einziger Erfolg war in dieser Saison der Gewinn des Vorarlberger Cups, welcher durch einen 3:0-Sieg über den SV Ludesch im Finale gesichert wurde.
Die Saison 2002/03 verlief für das Team sportlich gesehen sehr gut, denn nach einem 2:0-Sieg über den SC Admira Dornbirn im Vorarlberger Cupfinale, schaffte es die Mannschaft in der Meisterschaft 108 Tore zu erzielen. Damit erreichte man um sieben Treffer mehr, als der Meister, die SPG WSG Wattens/FC Wacker Tirol, die jedoch mit 12 Punkten Vorsprung und einer deutlich besseren Tordifferenz nahezu uneinholbar die Meisterschaft gewann.
2004 war es wieder soweit. Nach Jahren in der höchsten Amateurklasse des Landes schaffte die Mannschaft den erneuten Aufstieg in die zweithöchste Spielklasse Österreichs, die ab demselben Jahr unter dem neuen Namen Erste Liga ausgespielt wurde. Doch dieses Mal sollte sich der SCR Altach länger als nur eine Saison im Profibereich aufhalten. Schnellrieder, der in dieser Spielzeit bei 32 absolvierten Meisterschaftspartien einen Treffer erzielte, agierte, wie in seiner bisherigen Karriere sehr zweikampfstark. Zwölf gelbe, sowie eine Gelb-Rote Karte zeigen vom harten Einsteigen des mittlerweile 34-jährigen Verteidigers. Am Ende der Saison 2004/05 wurde mit dem sechsten Rang ein Platz im Tabellenmittelfeld erreicht. Weiters wurde Schnellrieder im Bundesland Vorarlberg zum Fußballer des Jahres gewählt, was gleichzeitig den größten individuellen Erfolg seiner Karriere bedeutete.
Gute Leistungen wurden auch in der Folgesaison 2005/06 gebracht, in der Schnellrieder bei 31 gespielten Ligapartien drei Treffer erzielte. Das Team kürte sich noch in der vorletzten Runde der Saison nach einem 1:0-Sieg über den SC Austria Lustenau im Vorarlberger Derby erstmals in der Vereinsgeschichte zum Meister der zweithöchsten österreichischen Liga. Damit verbunden war der Aufstieg in die österreichische Fußball-Bundesliga.
Während der Saison 2006/07 absolvierte Schnellrieder 33 Bundesligaeinsätze und erzielte dabei zwei Tore. Sein erstes Bundesligator schoss er dabei bereits in der ersten Runde bei der 2:3-Heimniederlage gegen den FC Superfund Pasching, das zweite beim ersten Punktegewinn in der fünften Runde beim 4:1-Heimsieg über den SK Sturm Graz. Nachdem die Mannschaft mit dem achten Platz den Klassenerhalt schaffte und Schnellrieder mittlerweile 37-jährig sein Karriereziel erreicht hatte, sah dieser bereits einem Karriereende entgegen.

### Karriereausklang in Lustenau...
Zur Sommerpause vor der Saison 2007/08 wechselte Schnellrieder nach über 17 Jahren beim SCR Altach, in denen er einige Zeit als Mannschaftskapitän auftrat, zum ehemaligen Ligakonkurrenten SC Austria Lustenau in die zweitklassige Erste Liga. Insgesamt absolvierte Schnellrieder 152 Profiligaspiele für den Altacher Verein, sowie einige hundert Spiele im Amateurbereich; außerdem gelangen ihm zehn Profiligatore.
Beim Lustenauer Verein absolvierte er 21 Ligaspiele, bei denen er insgesamt zwei Torvorlagen gab und mit der Mannschaft mit einem Punkt Abstand auf den Zweitplatzierten FC Gratkorn den dritten Platz in der Endtabelle erreichte. Sein letztes Profispiel absolvierte er dabei am 16. Mai 2008 beim 3:1-Heimsieg über den SV Bad Aussee.

### ... und Wattens
In der Folgesaison 2008/09 kam Schnellrieder zu insgesamt 25 Meisterschaftseinsätzen und einem Treffer für den Verein, bei dem er in jungen Jahren sein Profidebüt gefeiert hatte, der WSG Swarovski Wattens.
Schnellrieder, der während seiner gesamten Karriere für sein hartes, aber konsequentes Zweikampfverhalten bekannt war, erhielt beinahe in jeder Saison mindestens zehn gelb Karten und wurde nicht selten mit Gelb-Rot oder Rot vom Platz verwiesen.

### Erste Schritte als Fußballtrainer
Nach der Saison 2008/09 beendete er seine aktive Karriere als Fußballspieler und wurde daraufhin neben Adi Hütter Co-Trainer bei seinem Ex-Verein SCR Altach. Dort fiel er schließlich acht Runden vor Abschluss der Saison 2011/12 der rund ein Jahr andauernden Übergangstrainerphase zum Opfer. Nachdem Hütter beurlaubt und damit auch die Mitarbeit Schnellrieders beendet wurde, folgten in nur kurzen Abständen Edmund Stöhr, Rainer Scharinger und daraufhin Damir Canadi auf das Traineramt des damaligen Zweitligisten. Währenddessen fand Schnellrieder mit dem FC Hard einen neuen Verein, bei dem er gar als Cheftrainer der Herrenmannschaft mit Spielbetrieb in der Regionalliga West eingesetzt wurde. Während seiner dortigen Tätigkeit, während der auch sein Sohn David (* 1997) sein Debüt im Herrenfußball gab, wurde Oliver Schnellrieder mehrmals reaktiviert und setzte sich selbst bei Spielen der dritthöchsten Spielklasse des Landes ein. Nachdem er sich erstmals am 12. April 2014 bei einer 0:4-Auswärtsniederlage gegen Schwarz-Weiß Bregenz selbst einsetzte, als er von Beginn an spielte und  in der 22. Minute mit der roten Karte vorzeitig vom Platz geschickt wurde, kam er bis dato (Stand: 20. Jänner 2015) auch 2014/15 auf zwei Drittligaeinsätze.

## Erfolge

### Mannschaftserfolge
- 1× Österreichischer Meister: 1990 (mit dem FC Swarovski Tirol)
- 1× Österreichischer Vizemeister: 1991 (mit dem FC Swarovski Tirol)
- 1× Meister der Ersten Liga: 2006 (mit dem SC R Altach)
- 3× Meister der Regionalliga West: 1989 (mit der WSG Swarovski Wattens), 1997, 2004 (mit dem SCR Altach)
- 8× Vizemeister der Regionalliga West: 1988, 2009 (mit dem WSG Swarovski Wattens), 1993, 1994, 1999, 2000, 2001, 2003 (mit dem SCR Altach)
- 3× Vorarlberger Cupsieger: 1993, 2002, 2003
- 2× Vorarlberger Cupfinalist: 1990, 2001

### Individuelle Erfolge
- 1× Vorarlbergs Fußballer des Jahres: 2005

## Privates
Schnellrieder ist verheiratet und Vater von vier Kindern.